# Storm Johnson
Storm Johnson (Loganville, 10 luglio 1992) è un giocatore di football americano statunitense che gioca nel ruolo di running back per i Jacksonville Jaguars della National Football League (NFL). Fu scelto nel corso del settimo giro (222º assoluto) del Draft NFL 2014. Al college ha giocato a football alla University of Central Florida.

## Carriera professionistica

### Jacksonville Jaguars
Johnson fu scelto nel corso del settimo giro del draft 2014 dai Jacksonville Jaguars. Debuttò come professionista subentrando nella gara della settimana 5 contro gli Steelers mentre sette giorni dopo disputò la sua prima gara come titolare contro i Titans, in cui segnò il suo primo touchdown su corsa. Andò ancora a segno nel turno successivo contro i Browns, contro cui i Jaguars ottennero la prima vittoria stagionale. La sua stagione da rookie si concluse con 86 yard corse e 2 touchdown in sei presenze, di cui una come titolare.

## Statistiche
| Partite totali      | 6  |
| Partite da titolare | 1  |
| Yard corse          | 86 |
| Touchdown su corsa  | 2  |

Statistiche aggiornate alla stagione 2014